# ماكيتو إيتو
ماكيتو إيتو (باليابانية: 伊藤 槙人) (18 أكتوبر 1992 في شيزوكا في اليابان – )؛ هو لاعب كرة قدم ياباني سابق كان يلعب كمدافع.

## وصلات خارجية
- ماكيتو إيتو على موقع رابطة كرة القدم اليابانية للمحترفين (اليابانية)
- ماكيتو إيتو على موقع قاعدة بيانات كرة القدم.إي يو (الإنجليزية)
- ماكيتو إيتو على موقع Soccerway.com (الإنجليزية)
- ماكيتو إيتو على موقع عالم كرة القدم.نت (الإنجليزية)